# محمدشفیع جهانشاهی
محمدشفیع جهانشاهی فرزند حاجی میرزا سید مهدی مجتهد جهانشاهی (متولد سال ۱۲۶۰ خورشیدی - درگذشته ۱۳۳۲)، یک قاضی اهل ایران بود

## پیشینه خانوادگی
نام خانوادگی جهانشاهی در این خاندان از زمان سلطان جهانشاه قراقویونلو متصل به نام شخصی آن‌ها بوده و در تواریخ ضبط است: سلطان جهانشاه مسلمان و شیعی مذهب بوده و در موقع غزوه بغداد نذر کرده‌است چنانچه خداوند او را یاری کند و به فتح بغداد توفیق یابد و دامنه سلطنت خودرا از آذربایجان که تا هرات و عراق و اصفهان و همدان ازطرفی پیشرفت‌ها داشته تا بغداد هم توسعه دهد، یگانه دختر خود را به ازدواج یکی از اولاد رسول اکرم درآورد و چون این وقایع قبل از ظهور سلسله صفویه بوده جهانشاه در مقام وفاء به نذر پس از تحقیق و احراز سیادت یکی از اولاد میر نقیب دختر خود را به ازدواج او درآورد. 

## زندگی‌نامه
محمدشفیع جهانشاهی متولد سال ۱۲۶۰ خورشیدی فرزند حاجی میرزا سید مهدی مجتهد جهانشاهی و او فرزند حاج میرزا سید احمد مجتهد جهانشاهی و حاج میرزا سید احمد فرزند حاج میرزا سید عبد الرزاق مجتهد جهانشاهی بوده و این خاندان از نواده میر نقیب و میر نقیب کسی بود که در دربار سلطان غازان منصب نقابت داشته و سلطان غازان خان به دست وی بدین اسلام مشرف شده‌است.
محمد شفیع جهانشاهی از خاندان فضل و تقوی و دیانت بوده، پدر و اجدادش مجتهد زمان خود و مورد عنایت و اعراز سلاطین و مقامات کشوری بوده و بر مسند اجتهاد حکومت شرع را داشته‌اند.
محمد شفیع جهانشاهی پس از انجام تحصیلات مقدماتی و آمادگی برای مدارج عالی ابتدا نزد والد خود و بعد در محضر فاضل خلخالی که نامبرده در اواخر عمر سال‌ها استاد مدرسه علوم سیاسی بود و قبل از آن به سمت مستشاری در دیوان عالی کشور انجام وظیفه می‌نمود-به کسب فیض و فراگرفتن مقدمات مدارج عالیه ادبیات عرب و فارسی و فقه و اصول و حکمت پرداخت و سال‌ها از محضر فاضل خلخالی استفاضه می‌کرد تا اینکه در سال ۱۲۹۳ وارد خدمت دادگستری شد، در بدو خدمت به عضویت دادگاه جنحه تهران و سپس به ریاست دادگاه جنحه منصوب و مشغول خدمت گردید و پس از مدتی اشتغال به قضاوت، ریاست ثبت املاک و استاد تهران را عهده‌دار شد و در تشکیلات علی‌اکبر داور به ریاست کل دادگاه‌های شهرستان تهران منصوب گردید.
در کلاس قضایی، محمدشفیع جهانشاهی قانون ثبت اسناد و املاک را تدریس می‌نمود که عین دروس در روزنامه اطلاعات آن روز مانند سایر دروس استادان چاپ می‌شد.
پس از چندی به سمت دادیار دیوان عالی ایران و از سال ۱۳۱۳ به سمت معاون اول دادستان کل و در سال ۱۳۱۶ به ریاست شعبه دوم دیوان عالی کشور و سپس در سال ۱۳۲۵ به ریاست کل دیوان عالی کشور منصوب گردید.
در دوران ریاست دیوان عالی کشور که مقارن با انتخابات دوره پانزدهم تقنینه یعنی بعد از فترت طولانی مجلس بود به عنوان ریاست هیئت نظارت انتخاب شد و تا سال ۱۳۳۲ که دیوان عالی ایران باقی بود.
وی در سال ۱۳۳۲ بر اثر سکتهٔ قلبی درگذشت.

## سمت‌ها
- ریاست دادگاه جنحه
- ریاست ثبت املاک و استاد تهران
- ریاست کل دادگاه‌های شهرستان تهران
- دادیار دیوان عالی کشور
- معاون اول دادستان کل (از ۱۳۱۳ تا)
- ریاست شعبه دوم دیوان عالی کشور (از ۱۳۱۶ تا)
- ریاست کل دیوان عالی کشور (از ۱۳۲۵ تا ۱۳۳۱)

## زندگی شخصی
وی سه پسر به نام‌های، (محمد، دکتر غلامحسین، دکتر عبدالعلی) و دو دختر دارد که با وجود مشکلات مالی در تربیت و تحصیل آنان دریغ و مضایقه نکرد و میراث گران‌بها برای آنان باقی گذاشت.